# Irwindale
Irwindale város az USA Kalifornia államában, Los Angeles megyében. Lakosainak száma 1472 fő (2020. április 1.).

## Népesség
A település népességének változása:
| Lakosok száma | 1050 | 1446 | 1422 | 1472 |
|               | 1990 | 2000 | 2010 | 2020 |